# Перикард
Перика́рд (лат. pericardium, синоним: околосердечная сумка) — наружная соединительнотканная оболочка сердца, в норме отделённая от эпикарда щелью, заполненной серозной жидкостью, — полостью перикарда.
Перикард, или сердечная сумка, представляет собой тонкий, но плотный мешок, в котором находится сердце. Перикард отгораживает сердце от других органов грудной клетки, способствует лучшему наполнению предсердий сердца кровью, не позволяет сердцу смещаться и перерастягиваться при выполнении физической нагрузки. Перикард состоит из двух так называемых листков, между которыми имеется полость. Внутренний листок перикарда способен вырабатывать жидкость, своеобразную «смазку», облегчающую трение его листков. В норме в полости перикарда содержится около 25 мл жидкости.